# Euxootera bilacteata
Euxootera bilacteata är en fjärilsart som beskrevs av Emilio Berio 1963. Euxootera bilacteata ingår i släktet Euxootera och familjen nattflyn. Inga underarter finns listade i Catalogue of Life.